# A Manchester United FC csapatkapitányainak listája

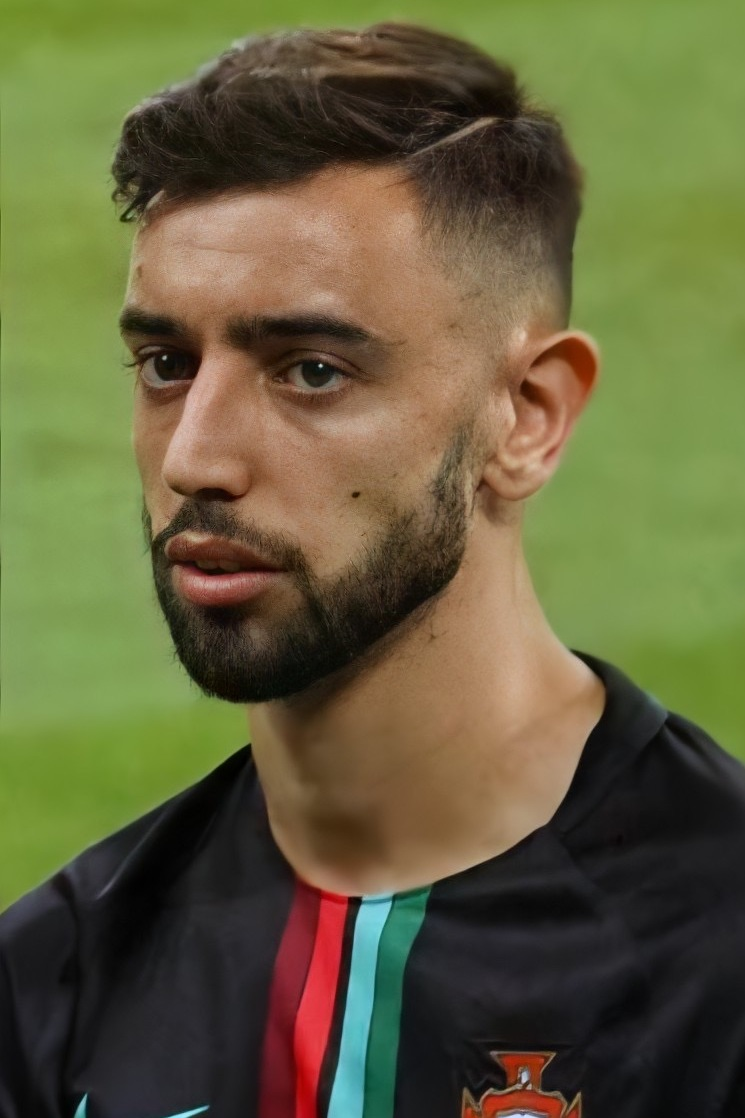
Bruno Fernandes, a Manchester United jelenlegi csapatkapitánya, 2023 júliusa óta

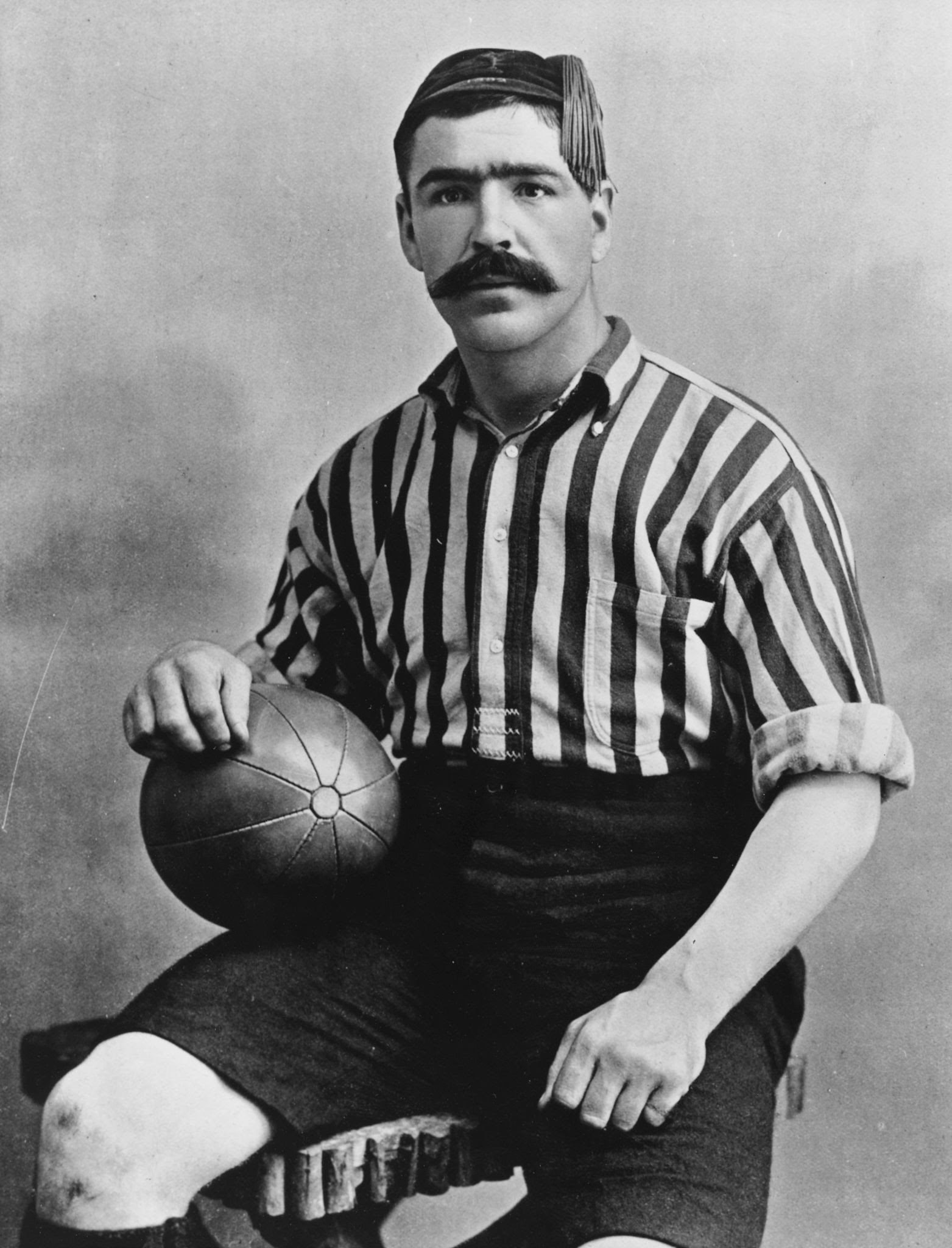
Caesar Jenkyns az 1896–1897-es szezonban volt kapitány

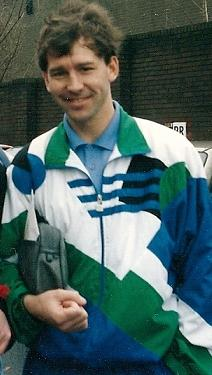
Bryan Robson tizenkét év alatt 461-szer lépett pályára kapitányként

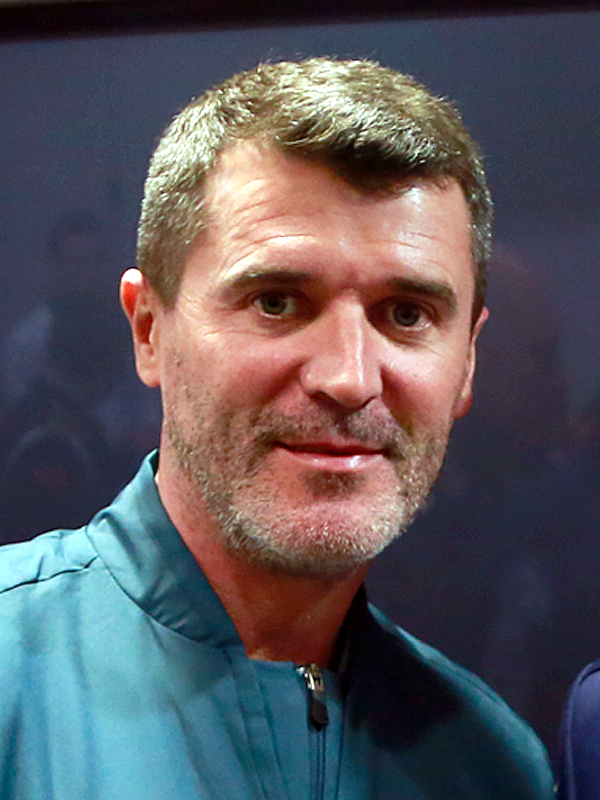
Roy Keane a United történetében legtöbb címet elnyert csapatkapitány

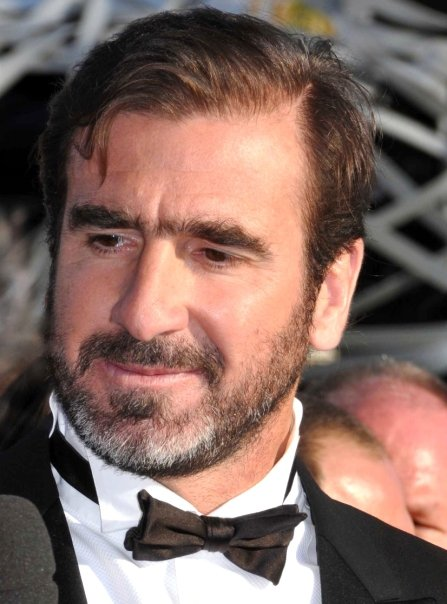
Éric Cantona volt a csapat első nem brit-szigeteken született csapatkapitánya

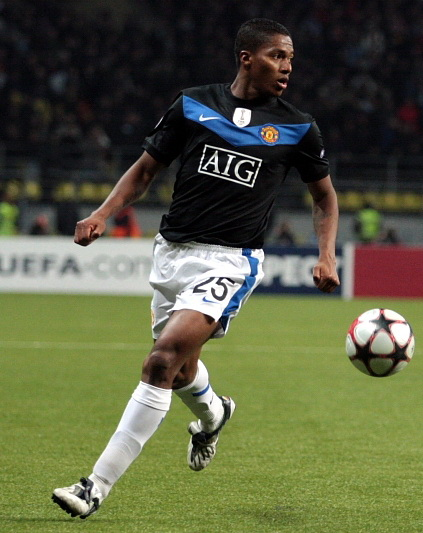
Antonio Valencia volt a United első nem európai csapatkapitánya

Ezen az oldalon a Manchester United FC és a Manchester United WFC csapatkapitányai találhatóak időrendi sorrendben feltüntetve elért sikereiket.
1882 óta 46 játékos volt csapatkapitány a Newton Heath és a Manchester United színeiben. Az első E. Thomas volt, aki 1882-től 1883-ig irányította a csapatot. Bryan Robson 12 évig volt a csapat vezére, ezzel ő a klub leghosszabb ideig kinevezett csapatkapitánya (bár ebben az időszakban két évig Steve Bruce-szal együtt voltak kapitányok). Roy Keane (1997–2005) a legsikeresebb United-kapitány: négy bajnoki címet, két FA-Kupát, egy szuperkupát, egy UEFA-bajnokok ligáját és egy Interkontinentális kupát nyert el kapitányként eltöltött éveiben. A jelenlegi csapatkapitány Bruno Fernandes, akit Harry Maguire helyett neveztek ki 2023-ban.

## A Manchester United FC csapatkapitányai
2024. május 25-i adatok alapján

| Név                             | Nemzetiség    | -tól | -ig        | Sikerek és megjegyzések |
| ------------------------------- | ------------- | ---- | ---------- | --- |
| Nem ismert                      | Nem ismert    | 1878 | 1882       | |
| E. Thomas                       |               | 1882 | 1883       | |
| Sam Black                       | Anglia        | 1883 | 1887       | |
| Jack Powell                     | Wales         | 1887 | 1891       | Az első nem angol csapatkapitány |
| Bob McFarlane                   | Skócia        | 1891 | 1892       | |
| Joe Cassidy                     | Skócia        | 1892 | 1893       | |
| Nem ismert                      | Nem ismert    | 1893 | 1894       | |
| James McNaught                  | Skócia        | 1894 | 1896       | |
| Caesar Jenkyns                  | Wales         | 1896 | 1897       | |
| Harry Stafford                  | Anglia        | 1897 | 1903       | |
| John Willie Sutcliffe           | Anglia        | 1903 | 1904       | |
| Jack Peddie                     | Skócia        | 1904 | 1905       | |
| Charlie Roberts                 | Anglia        | 1905 | 1913       | Football League First Division: 1907–1908, 1910–1911 FA-Kupa: 1908-09 |
| George Stacey                   | Anglia        | 1913 | 1914       | Football League First Division: 1907–1908, 1910–1911 FA-Kupa: 1908–1909 |
| George Hunter                   | Anglia        | 1914 | 1915       | |
| Patrick O’Connell               | Írország      | 1915 | 1917       | Az első nem brit kapitány |
| George Anderson                 | Anglia        | 1917 | 1918       | |
| Jack Mew                        | Anglia        | 1918 | 1919       | |
| Lal Hilditch                    | Anglia        | 1919 | 1922       | |
| Frank Barson                    | Anglia        | 1922 | 1928       | |
| Jack Wilson                     | Anglia        | 1928 | 1929       | |
| Jack Silcock                    | Anglia        | 1930 | 1931       | |
| George McLachlan                | Skócia        | 1931 | 1932       | |
| Louis Page                      | Anglia        | 1932 | 1932       | |
| Jack Silcock                    | Anglia        | 1932 | 1934       | |
| Bill McKay                      | Skócia        | 1934 | 1935       | Football League Second Division: 1935–1936 Football League Second Division rájátszás: 1937–1938 |
| James Brown                     | Skócia        | 1935 | 1937       | |
| George Roughton                 | Anglia        | 1937 | 1939       | |
| Bill McKay                      | Skócia        | 1939 | 1940       | Football League Second Division: 1935-36 Football League Second Division rájátszás: 1937–1938 |
| Második világháború (1940-1944) |               |      |            | |
| George Roughton                 | Anglia        | 1944 | 1945       | |
| Johnny Carey                    | Írország      | 1945 | 1953       | FA-Kupa: 1948 Football League First Division: 1951–1952 FA Charity Shield: 1952 |
| Stan Pearson                    | Anglia        | 1953 | 1953       | |
| Allenby Chilton                 | Anglia        | 1953 | 1955       | |
| Roger Byrne                     | Anglia        | 1955 | 1958       | Football League First Division: 1951–1952, 1955–1956, 1956–1957 |
| Bill Foulkes                    | Anglia        | 1958 | 1959       | Football League First Division: 1955–1956, 1956–1957, 1964–1965, 1966–1967 FA-Kupa: 1963 FA Charity Shield: 1956, 1957, 1965, 1967 BEK: 1967–68 |
| Dennis Viollet                  | Anglia        | 1959 | 1960       | |
| Maurice Setters                 | Anglia        | 1960 | 1962       | |
| Noel Cantwell                   | Írország      | 1962 | 1964       | |
| Denis Law                       | Skócia        | 1964 | 1968       | FA-Kpa: 1963 Football League First Division: 1964–1965 Charity Shield: 1965, 1967 BEK: 1968 |
| Bobby Charlton                  | Anglia        | 1968 | 1973       | FA-Kpa: 1962–1963 Football League First Division: 1956–1957, 1964–1965, 1966–1967 Charity Shield: 1956, 1957, 1965, 1967 BEK: 1967–1968 |
| George Graham                   | Skócia        | 1973 | 1974       | |
| Willie Morgan                   | Skócia        | 1974 | 1975       | Football League Second Division: 1974–1975 |
| Martin Buchan                   | Skócia        | 1975 | 1982       | FA-Kpa: 1976–1977 Charity Shield: 1977 |
| Ray Wilkins                     | Anglia        | 1982 | 1982       | |
| Bryan Robson                    | Anglia        | 1982 | 1994       | FA-Kpa: 1983, 1985, 1990 Football League First Division: 1992–1993, 1993–1994 Charity Shield: 1983, 1990, 1993 BEK: 1991 Ligakupa: 1993 UEFA-szuperkupa: 1991 |
| Steve Bruce                     | Anglia        | 1994 | 1996       | FA-Kpa: 1990, 1994, 1996 Football League First Division: 1992–1993, 1993–1994, 1995–1996 Charity Shield: 1990 (megosztott), 1993, 1994 BEK: 1991 Ligakupa: 1992 UEFA-szuperkupa: 1991                                                                                        |
| Éric Cantona                    | Franciaország | 1996 | 1997       | Az első brit-szigeteken kívüli csapatkapitány FA-Kpa: 1993–1994, 1995–1996 Premier League: 1992–1993, 1993–1994, 1995–1996, 1996–1997 Charity Shield: 1993, 1994, 1996 |
| Roy Keane                       | Írország      | 1997 | 2005       | Premier League: 1994, 1996, 1997, 1999, 2000, 2001, 2003 FA-Kpa: 1994, 1996, 1999, 2004 Charity Shield: 1993, 1996, 1997, 2003 Bajnokok Ligája: 1999 Interkontinentális kupa: 1999                                                                                           |
| Gary Neville                    | Anglia        | 2005 | 2010       | FA-Kpa: 1996, 1999, 2004 Premier League: 1995–1996, 1996–1997, 1998–1999, 1999–2000, 2000–2001, 2002–2003, 2006–2007, 2007–2008, 2008–2009 Charity Shield: 1996, 1997, 2003, 2007, 2008 Bajnokok Ligája: 1999, 2008 Interkontinentális kupa: 1999, 2008 Ligakupa: 2006, 2009 |
| Nemanja Vidić                   | Szerbia       | 2010 | 2014       | FA-Kpa: 1996, 1999, 2004 Premier League: 2006–2007, 2007–2008, 2008–2009, 2010–2011, 2012–2013 Charity Shield: 2007, 2008, 2010, 2011, 2013 Bajnokok Ligája: 2008 klubvilágbajnokság: 2008 Ligakupa: 2006, 2009                                                              |
| Wayne Rooney                    | Anglia        | 2014 | 2017       | FA-Kpa: 2015–2016 Premier League: 2006–2007, 2007–2008, 2008–2009, 2010–2011, 2012–2013 Charity Shield: 2007, 2008, 2010, 2011, 2013, 2016 Bajnokok Ligája: 2008 klubvilágbajnokság: 2008 Ligakupa: 2005–2006, 2008–2009, 2009–2010, 2016–2017 Európa-liga: 2016–2017        |
| Michael Carrick                 | Anglia        | 2017 | 2018       | FA-Kpa: 2016 Premier League: 2006–2007, 2007–2008, 2008–2009, 2010–2011, 2012–2013 Charity Shield: 2008, 2009, 2010, 2011, 2013, 2016 Bajnokok Ligája: 2008 klubvilágbajnokság: 2008 Ligakupa: 2009–2010, 2016–2017 Európa-liga: 2016–2017                                   |
| Antonio Valencia                | Ecuador       | 2018 | 2019       | Az első nem európai és egyben az első dél-amerikai csapatkapitány FA-Kpa: 2016 Premier League: 2011, 2013 Charity Shield: 2010, 2013, 2016 Ligakupa: 2010, 2016–2017 Európa-liga: 2016–2017                                                                                  |
| Ashley Young                    | Anglia        | 2019 | 2020       | FA-Kupa: 2016 Premier League: 2012–2013 Charity Shield: 2011 Ligakupa: 2016–2017 Európa-liga: 2016–2017 |
| Harry Maguire                   | Anglia        | 2020 | 2023       | Ligakupa: 2023 FA-Kpa: 2024 |
| Bruno Fernandes                 | Portugália    | 2023 | napjainkig | Ligakupa: 2023 FA-Kpa: 2024 |

## A Manchester United WFC csapatkapitányai

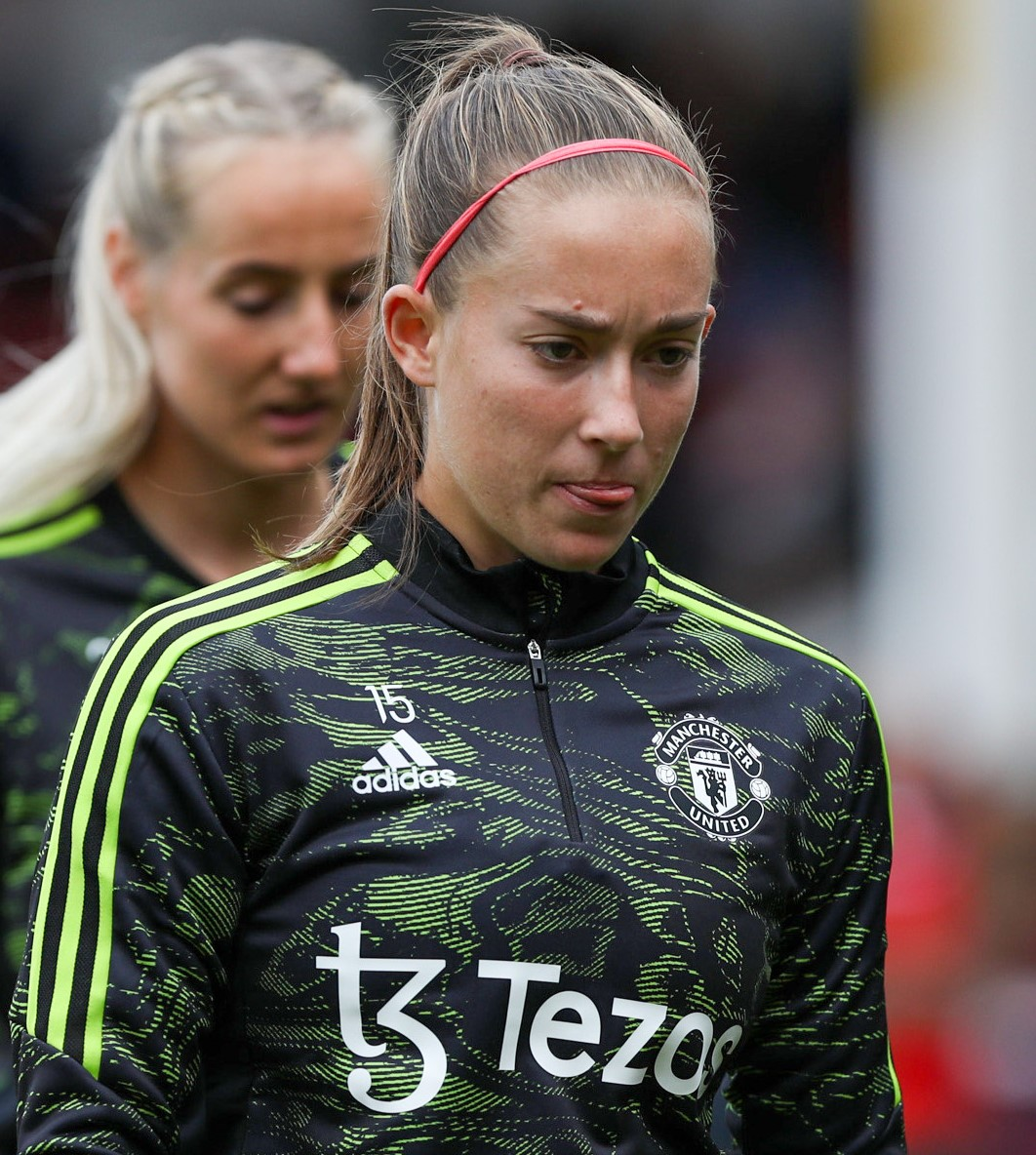
A Manchester United WFC jelenlegi csapatkapitánya, Maya Le Tissier

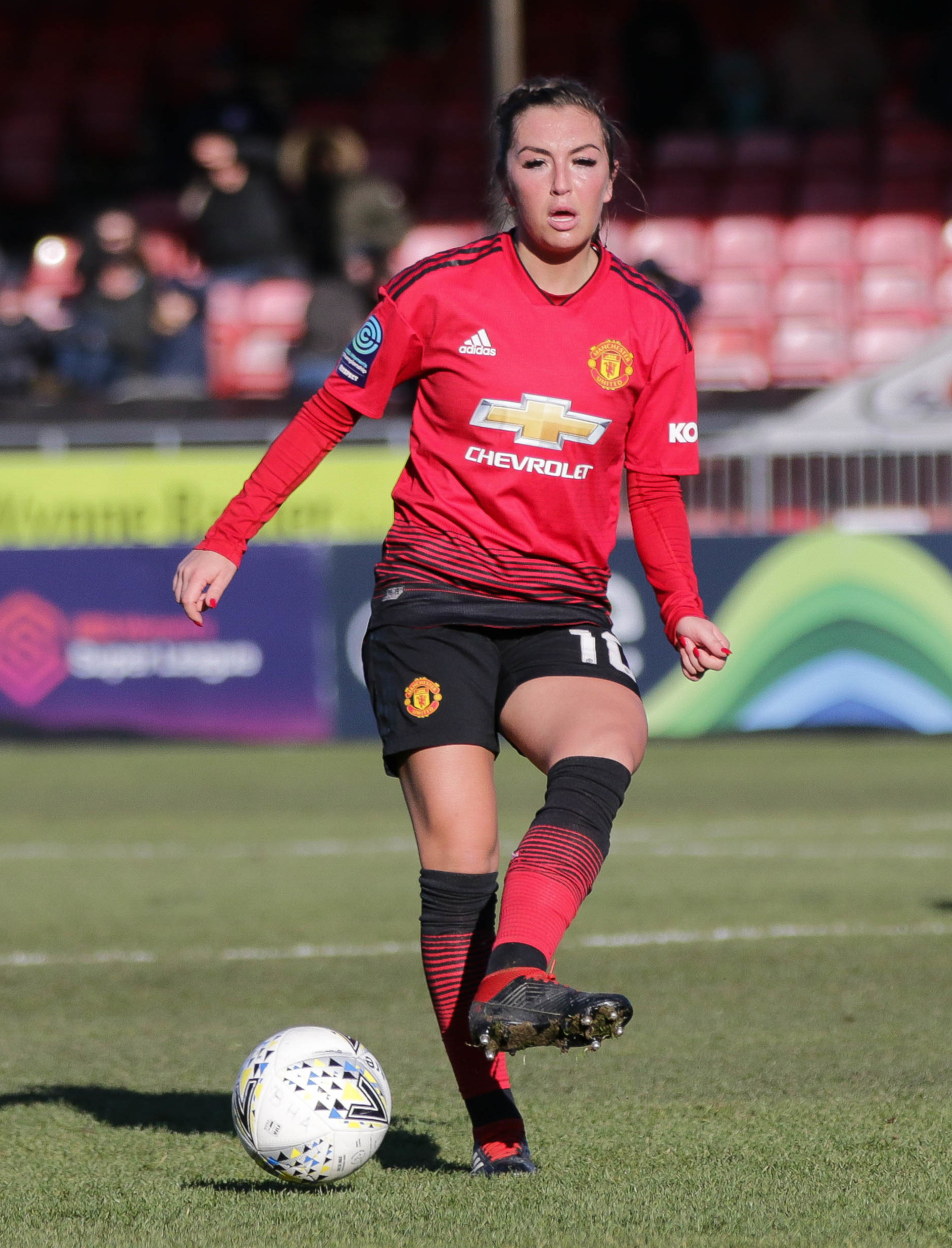
A Manchester United WFC csapatkapitánya 2019 és 2024 között, Katie Zelem

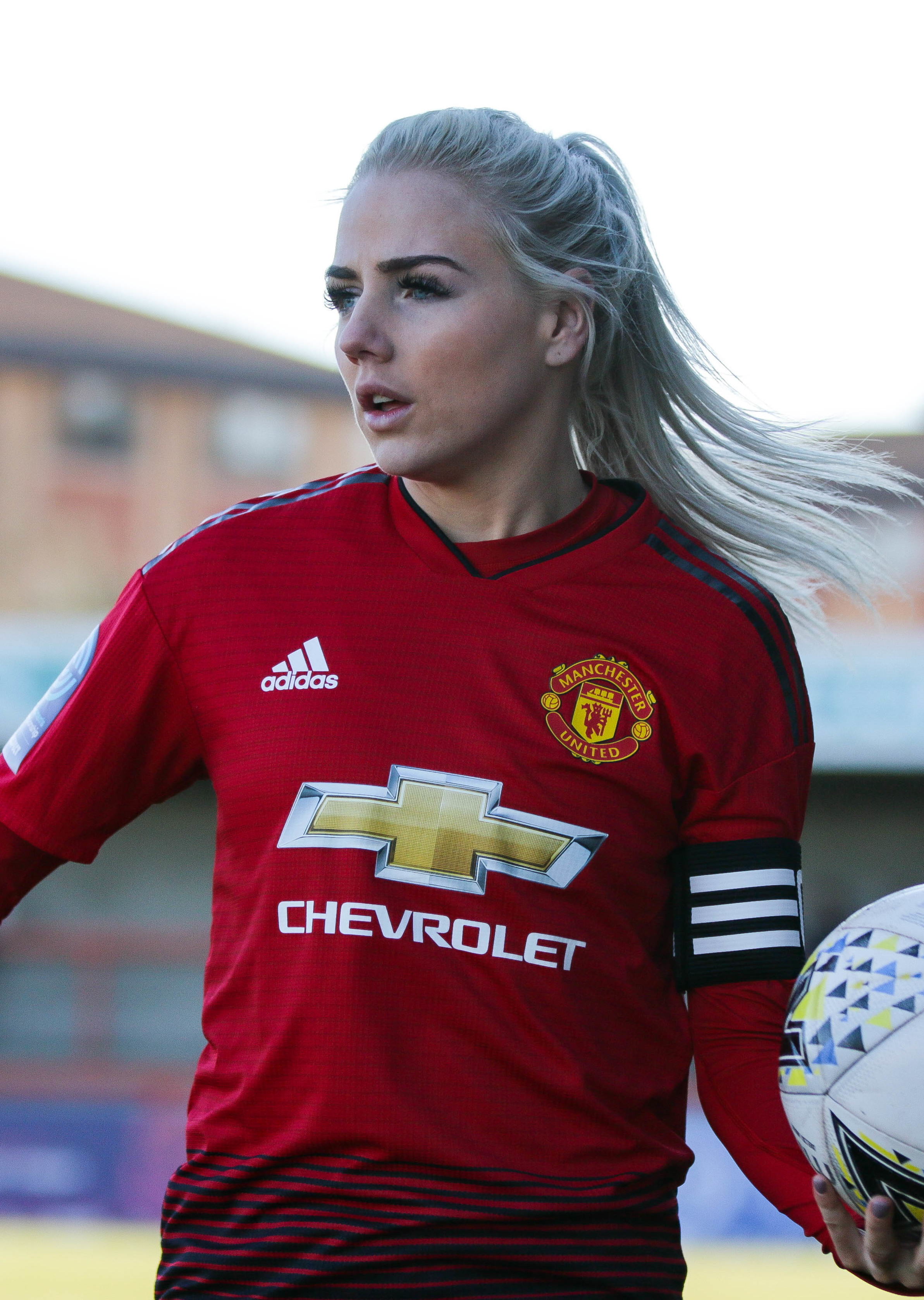
Alex Greenwood, a Manchester United WFC első csapatkapitánya

2024. augusztusi adatok alapján
| Név             | Nemzetiség | -tól | -ig        | Sikerek és megjegyzések                                   |
| --------------- | ---------- | ---- | ---------- | --------------------------------------------------------- |
| Alex Greenwood  | Anglia     | 2018 | 2019       | Women’s Championship: 2018–2019                           |
| Katie Zelem     | Anglia     | 2019 | 2024       | Women’s Championship: 2018–2019 Women’s FA Cup: 2023–2024 |
| Maya Le Tissier | Anglia     | 2024 | napjainkig | Women’s FA Cup: 2023–2024                                 |